# Cynar
Il Cynar è un liquore a base di carciofo creato nel 1948. La paternità della ricetta è da assegnare a Rino Dondi Pinton, dipendente dell'imprenditore italiano Angelo Dalle Molle (Venezia, 1908 - 2001). Viene prodotto inizialmente dall'azienda G.B. Pezziol di Padova che la famiglia Dalle Molle aveva acquisito da qualche anno. Divenne popolare con i caroselli televisivi degli anni sessanta.

## Caratteristiche
Il liquore è a base di essenza di foglie di carciofo e infuso di tredici erbe e piante, ha un sapore dolce-amaro e un colore ambrato scuro. La sua gradazione alcolica è di 16,5 gradi. Nasce come aperitivo e come digestivo – dal momento che contiene cinarina, sostanza estratta dal carciofo che favorisce la digestione. Inizialmente, la ricetta originaria del Cynar includeva la vitamina B1, poi eliminata dalla formula. Generalmente viene bevuto con ghiaccio o usato come base per cocktail, mescolato con seltz e una fetta di limone o d'arancia, oppure viene consumato con cola, acqua tonica o soda amara al limone. In alcune zone d'Italia è utilizzato per arricchire il vino bianco o come ingrediente aggiuntivo per lo spritz.

## Storia
Nel 1948, l'azienda G.B. Pezziol di Padova di proprietà di Amedeo, Angelo e Mario Dalle Molle - già produttori del VOV - crea un liquore aperitivo-digestivo chiamato CaB1. Alla fine del 1949, dopo una lunga fase di sperimentazione il liquore prende nome di Cynar dal nome di un suo componente, la cynara scolymus, e nel 1952 viene commercializzato con l'etichetta che lo renderà famoso. Un sondaggio Doxa lo annovera nel 1955 fra i più apprezzati aperitivi italiani, secondo solo al Campari Soda e al Bitter Campari; i fratelli Dalle Molle decidono di spostare la sede legale dell'Azienda a Milano , nonostante la produzione rimanga a Padova. La progressiva espansione delle vendite dal 1957 al 1976 avviene parallelamente al potenziamento pubblicitario, soprattutto grazie al carosello trasmesso dalla Rai.
Il liquore diviene popolare con i caroselli nei primi anni sessanta del XX secolo, grazie alla fortunata serie di filmati pubblicitari televisivi interpretati prima da Ferruccio De Ceresa e poi, dal 1966, da Ernesto Calindri. In uno degli sketch pubblicitari più noti al grande pubblico, un imperturbabile Calindri sorseggia un bicchiere di Cynar seduto a un tavolino nel bel mezzo di una rotatoria (la Stanga di Padova), nel caos del traffico cittadino e poi recita lo slogan entrato a far parte dell'immaginario collettivo: "Cynar contro il logorio della vita moderna". Il sodalizio tra l'attore e il marchio durerà fino al 1984; verso la fine degli anni settanta il Carosello cambia ambientazione e, dalla città trafficata, passa a un campo di carciofi. Negli anni novanta ci sono altri testimonial come l'attore Alberto Lionello e la showgirl Natalia Estrada e nuovi spot musicati di Enzo Jannacci. 
Dal 1995 Cynar entra a far parte del Gruppo Campari.
Dal settembre 2007 Cynar ripropone il famoso slogan degli anni sessanta in chiave ironica, grazie alla partecipazione del gruppo Elio e le Storie Tese i quali, come nuovi testimonial, si trovano al centro di un trafficato incrocio stradale dal quale fuggono grazie a una bottiglia di Cynar che si trasforma in una navicella spaziale a forma di carciofo. In tale spot, quando il gruppo beve il Cynar in mezzo alla strada, sulla pagina di un giornale appare la foto di Calindri con il noto slogan.
I mercati maggiori sono Brasile, Italia e Svizzera.

## Impatto culturale
Nel film di Maurizio Nichetti Ladri di saponette, il protagonista di un film neorealista finisce nella pubblicità che intermezza la prima rappresentazione televisiva del film stesso e un motorino travolge il tavolino di Calindri.
Anche nel film Un ufficiale non si arrende mai, nemmeno di fronte all'evidenza. Firmato Colonnello Buttiglione si ripropone la scena del tavolino in mezzo al traffico, travolto da un militare motociclista senza freni (il caporale De Martino, interpretato da Giacomo Rizzo), il quale lascia Calindri stupito e disorientato.